# 한스 바크먼
한스 바크먼(Hans Bachmann, 1954년 6월 24일 ~ )은 미국의 배우, 음악 감독이다.
클리블랜드에서 태어났다.

## 경력
바크먼의 영화 연기 경력은 30년이 넘었다. 그는 주로 뮤지컬에 중점을 두고 연극 무대에서 연기 경력의 대부분을 보냈다.
그의 첫 번째 역할 중 하나는 1976년 오하이오 주립대학교 맨스필드 분교 캠퍼스에서 공연된 연극 1886이었다. 바크먼은 사우스 캐롤라이나의 에드워드(Edward Rutledge) 역을 맡았다.

## 영화
- 외계의 음모 (1992년)
- 스타 퀘스트 (1987년)